# Rajpur
Rajpur é uma cidade e uma nagar panchayat no distrito de Barwani, no estado indiano de Madhya Pradesh.

## Geografia
Rajpur está localizada a 21° 56′ N, 75° 08′ L. Tem uma altitude média de 225 metros (738 pés).

## Demografia
Segundo o censo de 2001, Rajpur tinha uma população de 17 913 habitantes. Os indivíduos do sexo masculino constituem 51% da população e os do sexo feminino 49%. Rajpur tem uma taxa de literacia de 59%, inferior à média nacional de 59,5%: a literacia no sexo masculino é de 68% e no sexo feminino é de 49%. Em Rajpur, 17% da população está abaixo dos 6 anos de idade.